# Nom del punt d'accés
El Nom del Punt d'Accés, també conegut per les sigles APN (de l'anglès Access Point Name), és un nom que s'até al conveni de sistema de noms de domini (DNS) i que al resoldre-ho el DNS li proporciona una adreça IP (a aquest procés se li crida Resolució d'APN) que proveeix el servei d'accés a una xarxa de dades de sistema de noms de domini externa (per exemple la d'un proveïdor de telefonia mòbil). Per tant, cada dispositiu mòbil (per exemple un telèfon mòbil o un mòdem USB), ha de tenir definit un APN perquè pugui accedir a una xarxa de dades basada en GPRS o estàndards posteriors com a 3G i 4G.
Cal fer notar que la xarxa externa a la que permet l'accés un APN pot ser pública (com les de proveïdors de telefonia mòbil) o privades. Si és privada llavors només als que se'ls permeti accedir a aquesta xarxa compartiran els recursos de la mateixa. Observar que això és diferent al concepte de VPN en què els recursos de la xarxa són compartits entre els diferents usuaris mantenint la noció de privacitat entre ells. En una APN la privacitat obtinguda és el resultat de no compartir recursos amb altres usuaris. Possibles avantatges de tenir una APN privada (APN per accedir a xarxa extern privat) són que permet autenticar els que s'intenten connectar, per exemple amb un usuari i contrasenya, es poden fer servir adreçaments privats i permet que aquests encaminaments no siguin accessibles des d'internet i així evitar atacs de denegació de servei.

## Estructura
Un APN consta de dues parts:
1. Identificador de Xarxa (Network Identifier): defineix la xarxa externa a la qual el GPRS Support Node (SGSN o GGSN) està connectat. Opcionalment, també pot incloure el servei sol·licitat per l'usuari. Aquesta part del APN és obligatòria.
2. Identificador de l'Operador (Operator Identifier): defineix els paquets de domini de la xarxa específica de l'operador en què es troba el GGSN. Aquesta part del APN és opcional. El Mobile Country Code (MCC) o "codi mòbil de país" i el Mobile Network Code (MNC) o "codi de xarxa mòbil", identifiquen de manera única a un operador de xarxa mòbil.

## Exemples
Els APN poden ser variats i són usats en xarxes públiques o privades. Per exemple:
- grancompania.mnc012.mcc345.gprs
- internet.mnc012.mcc345.gprs
- internet.compania.com
- tuwap.com
- lowi.private.omv.es
- Internet (aquest APN no conté cap operador)
- prepaid internet (aquest APN no conté cap operador, cal posar l'espai)